# Oberroßbach
Oberroßbach är en kommun och ort i Westerwaldkreis i förbundslandet Rheinland-Pfalz i Tyskland.
Kommunen ingår i kommunalförbundet Verbandsgemeinde Rennerod tillsammans med ytterligare 22 kommuner.